# Mailly-sur-Seille
Mailly-sur-Seille är en kommun i departementet Meurthe-et-Moselle i regionen Grand Est (tidigare regionen Lorraine) i nordöstra Frankrike. Kommunen ligger i kantonen Nomeny som tillhör arrondissementet Nancy. År 2022 hade Mailly-sur-Seille 244 invånare.

## Befolkningsutveckling
Antalet invånare i kommunen Mailly-sur-Seille
| Referens: INSEE |